# 過塩素酸
過塩素酸（かえんそさん、英: perchloric acid）とは、塩素のオキソ酸の一種で、化学式 HClO4 と表される過ハロゲン酸。水に溶けやすい無色の液体。酸化数7価の塩素に、ヒドロキシ基(-OH)1個とオキソ基(=O)3個が結びついた構造を持つ。
塩素酸より酸素が1個多く、名称に「過/per」と付いているものの分子内に -O-O- 結合はなく本来の塩素原子の最高酸化状態であり過酸ではない。

## 概要
硫酸、硝酸などと同様に強酸であり、本来は酸素原子の誘起効果により非常に強い酸であるが、希薄水溶液中では水平化効果により塩酸および硝酸などと電離度に著しい差は認められない。過塩素酸は日本の消防法第2条第7項及び別表第一第6類1号により危険物第6類（酸化性液体）に指定されている。

## 製法
七酸化二塩素と水が反応して生成する。
{\displaystyle {\ce {Cl2O7\ + H2O -> 2 HClO4}}}
また過塩素酸カリウムに濃硫酸を加え、減圧蒸留すると得られる。
{\displaystyle {\ce {KClO4\ + H2SO4 -> HClO4\ + KHSO4}}}
塩酸の電解酸化によっても水溶液として得られる。
{\displaystyle {\ce {Cl^{-}(aq)\ +4H2O(l)->ClO4^{-}(aq)\ +8H^{+}(aq)\ +8{\mathit {e}}^{-}}}}

## 化学的性質
塩素のオキソ酸としては最も安定で、唯一、純粋な酸を単離することが可能であるが、不安定で加熱および有機物との接触により爆発しやすく、室温で3〜4日の放置であっても過塩素酸一水和物と七酸化二塩素に不均化する。
{\displaystyle {\ce {3 HClO4 -> H3OClO4\ + Cl2O7}}}
純粋な酸は水に激しく発熱して溶解し、その溶解熱は88.75kJ mol-1と非常に大きい。
過塩素酸の第一水和エンタルピー変化および溶解エンタルピー変化は以下の通りである。
{\displaystyle {\ce {HClO4(l)\ +H2O(l)\rightleftarrows \ HClO4\cdot H2O(s)\ ,\ \Delta {\mathit {H}}^{\circ }}}}{\displaystyle {\rm {=-55.80kJ\ mol^{-1}}}}
{\displaystyle {\ce {HClO4(l)\rightleftarrows \ H^{+}(aq)\ +ClO4^{-}(aq)\ }}}{\displaystyle ,\ \Delta {\mathit {H}}^{\circ }=-88.75kJ\ mol^{-1}}
過塩素酸一水和物 ({\displaystyle {\ce {HClO4\cdot H2O}}}) は融点50 °Cのイオン結晶であり、オキソニウムイオンと過塩素酸イオンからなる ({\displaystyle {\ce {H3O^{+}\cdot ClO4^{-}}}})。

### 水溶液の性質
水溶液は安定であり60 % (d=1.54g cm-3, 9.2 mol dm-3) あるいは70 % (d=1.67g cm-3, 11.6mol dm-3) 水溶液も市販されている。ラマンスペクトルにより70 %程度の濃度までは完全に電離していることが示され、電離状態の過塩素酸イオン (ClO−
4) は安定であるといえる。また72.5 %の水溶液は共沸混合物となり、203 °Cで沸騰する。
過塩素酸水溶液は希硫酸と類似の性質を示し、室温では不揮発性であり、希薄な水溶液でも放置により濃縮され、衣服に付いたまま放置すると穴があく点などは希硫酸と同様である。
70 %程度以下の水溶液は酸化作用をほとんど持たずイオン化傾向が水素より大きな金属と反応し水素を発生させるが、過塩素酸はほとんど還元されない。70 %以上の過塩素酸と発煙硝酸の混合物は強い酸化作用を示し、分析化学において有機物の酸化分解に用いられる。
水溶液中における酸解離定数は直接測定することが不可能であるが、非水溶媒中における幾つかの酸の酸解離定数を水溶液中のものと比較することにより推定されている。
{\displaystyle {\ce {HClO4(aq)\ +H2O(l)\rightleftarrows H3O^{+}(aq)\ +ClO4^{-}(aq)}}},  pKa = -8.6 or -9.9

### 非水溶媒中の酸解離平衡
非水溶媒中の酸解離定数 pKa は、2.1（アセトニトリル）、1.3（炭酸プロピレン）、2.1（ニトロメタン）、0.4（ジメチルスルホキシド）、3.3（ピリジン）、4.9（酢酸）であり、N,N-ジメチルホルムアミドおよびN-メチルピロリドン中では強酸として挙動する。これらの解離定数はトリフルオロメタンスルホン酸とほぼ同程度か、やや強い程度である。

## 過塩素酸イオン
過塩素酸イオン（かえんそさんいおん、英: perchlorate、ClO−
4）は過塩素酸の電離により生成する1価の陰イオンである。過塩素酸塩結晶中にも存在し、正四面体形構造をとり Cl-O 間結合距離は過塩素酸ナトリウム結晶中で142.0-143.1 pmであり、類似構造の硫酸イオン (149 pm) と比較して短く、より二重結合性が強いと考えられていた（形式的な結合次数は1.75）。このような結合長をもとに、過塩素酸イオンの結合はCl原子が3つのO原子と二重結合を作り、もう一つのOと単結合を作っているという極限構造（の共鳴状態）で書かれることが多い。しかしその一方で、理論計算からはCl3+に4つのO−が単結合で結びついているというオクテット則を満たす描像がもっとも現実の系に近いと示唆されている。この場合、結合が通常の単結合より短く強い点に関しては、ClとOの電気陰性度の差が大きい事により結合が強く分極していることとそれぞれの原子が電荷を持つ事によりCl-O間にクーロン力によるイオン結合がプラスされていると説明される。近年、理論計算から同様の予想がなされていた硫酸などにおいても実際にS-O結合が単結合であること、その結合が単結合より短く強いのは分極した単結合におけるクーロン引力によるものであることが実験的に確認され、過塩素酸イオンのCl-O結合が単結合であるという理論的予測が間接的に支持されている。
希薄水溶液中では安定でありほとんど酸化作用を示さないが、潜在的に高い酸化作用をもち、その標準酸化還元電位は以下の通りである。
{\displaystyle {\ce {{ClO4^{-}(aq)}+{2H^{+}(aq)}+{2{\mathit {e}}^{-}}\ =\ {ClO3^{-}(aq)}+{H2O(l)}\ ,\ {\mathit {E}}^{\circ }\ =}}}{\displaystyle 1.226{\rm {V}}}
{\displaystyle {\ce {{ClO4^{-}(aq)}+{8H^{+}(aq)}+{8{\mathit {e}}^{-}}\ =\ {Cl^{-}(aq)}+{4H2O(l)}\ ,\ {\mathit {E}}^{\circ }\ =}}}{\displaystyle 1.388{\rm {V}}}
ただし、水素、硫化水素、亜硝酸およびヨウ化水素などでは還元されず、酸性条件でチタン(III)イオン (Ti3+) により還元される。
金属イオンに対する配位結合が弱く錯生成定数が小さいことから、金属アクアイオンの研究におけるカウンターイオンとして、また過塩素酸塩はイオン強度調整用の電解質として用いられる。

## 過塩素酸塩
過塩素酸塩（かえんそさんえん、英: perchlorate）は過塩素酸イオン (ClO−
4) を含むイオン結晶であり、火薬、爆薬にしばしば使用される強力な酸化剤である。炭素、硫黄、有機物および金属粉などとの混合物は摩擦、衝撃などにより激しく爆発する。日本の消防法では危険物第1類（酸化性固体）に該当する。
塩素酸塩水溶液の電解酸化および、過塩素酸に金属酸化物を溶解することにより製造される。
多くのものは吸湿性で水に易溶であるが、カリウム塩 KClO4、ルビジウム塩 RbClO4、セシウム塩 CsClO4 およびテトラアルキルアンモニウム塩 R4NClO4 などは水に対する溶解度が比較的小さい（水100 gに対し1-2 g程度）。
主な用途は固体ロケットの推進剤中の酸化剤である。過塩素酸カリウムが最初に用いられるようになり、現在では過塩素酸アンモニウムが最も重要な塩となっている。過塩素酸リチウムは重量当たりの酸素量が最も多く、固体推進剤としての利用が調査されているが、実用には至っていない。
- 過塩素酸アンモニウム
- 過塩素酸カリウム
- 過塩素酸カルシウム（中国語: 高氯酸钙）
- 過塩素酸銀
- 過塩素酸ナトリウム
- 過塩素酸マグネシウム